# Andrea Arrigoni (serial killer)
Andrea Arrigoni (Bergamo, 1969 – Verona, 21 febbraio 2005) è stato un serial killer italiano che uccise almeno due prostitute e una coppia di poliziotti in due diversi incidenti tra il 2004 e il 2005.
Perse la vita in uno scontro a fuoco con la polizia e, dopo la sua morte, fu collegato a un altro delitto.

## Biografia
Andrea Arrigoni nacque nel 1969 a Bergamo, come secondogenito del direttore di banda musicale Alberto Arrigoni e dell'infermiera Mariuccia. La sua era una famiglia molto stimata in zona, poiché entrambi i genitori erano impegnati nel volontariato. Durante la sua giovinezza, Arrigoni veniva descritto come una persona onesta e solare, un burlone amante del divertimento capace di andare d'accordo con tutti.
Dopo essersi diplomato presso un collegio privato di Verona nei primi anni Novanta, Arrigoni entrò a far parte della Brigata Paracadutisti "Folgore" e tempo dopo fu di stanza in Somalia. Una volta tornato in Italia nel 1994, cominciò ad avere un atteggiamento più serio e riservato e venne presto assunto come guardia del corpo del politico Umberto Bossi. Esercitò questa professione fino al 1996, anno in cui Bossi licenziò lui e il resto della sua scorta in favore di una sola persona di cui si fidava e che conosceva personalmente. Questo deluse molto Arrigoni ed ebbe su di lui un impatto piuttosto negativo.
Successivamente ottenne la licenza di investigatore privato e aprì la propria attività a Osio Sotto. Grazie all'uso di telecamere e microspie, Arrigoni divenne molto stimato nel suo campo e fu spesso invitato a varie conferenze. Si suppone che gli venissero occasionalmente affidati incarichi di controspionaggio e lavori simili da parte di enti pubblici.

## Gli omicidi
Il 16 novembre 2004 venne denunciata la scomparsa di Fatmira Giegji, una prostituta ventiseienne albanese di Bergamo. Tre giorni dopo, il suo cadavere fu trovato in un canale a Osio Sopra: il corpo era decapitato e aveva le mani amputate. Tali brutalità risultarono essere avvenute dopo il decesso, poiché sul cranio fu rinvenuta una singola ferita da arma da fuoco. I medici legali stabilirono che l'assassino aveva utilizzato una pistola Beretta con proiettili calibro 6,35 mm. La vittima venne identificata grazie ai piercing e al tatuaggio sul corpo, ma non fu possibile rintracciare il suo carnefice.

### L'ultima sparatoria e la morte
Nella notte tra il 20 e il 21 febbraio Andrea Arrigoni si recò a Verona in un noto quartiere a luci rosse per incontrarsi con una prostituta. Fece infatti salire in macchina Galyna Shafranek, trentenne di nazionalità ucraina, e la portò in un'altra zona della città. Tra i due scoppiò una violenta lite, la quale venne segnalata alle forze dell'ordine.
Di conseguenza, due agenti di polizia furono inviati ad arrestare Arrigoni, ma quando arrivarono il killer aveva già sparato alla Shafranek al collo con la pistola. Quando si accorse dell'arrivo degli agenti, Arrigoni aprì il fuoco su di loro, ferendo gravemente Davide Turazza, di 36 anni, e Giuseppe Cimarrusti, di 26 anni. Prima di morire, i poliziotti riuscirono a sparare ad Arrigoni, uccidendolo sul colpo. Shafranek venne trasportata all'ospedale più vicino in condizioni disperate. Morì prima di ricevere le cure mediche adeguate.

## Le indagini
Dopo la sparatoria, le autorità locali fecero irruzione nell'appartamento e nell'ufficio di Andrea Arrigoni alla ricerca di qualsiasi elemento che potesse rivelare un movente per gli omicidi. Durante le perquisizioni, vennero rinvenute delle munizioni per una Beretta calibro 6,35 mm, le quali furono consegnate alla squadra forense per le analisi. Si scoprì che si trattava proprio dell'arma del delitto usata per uccidere Fatmira Giegji alcuni mesi prima.
Questa rivelazione portò la polizia a etichettarlo ufficialmente come serial killer, oltre a spingerla a indagare per scoprire eventuali collegamenti con altri omicidi irrisolti commessi in giro per l'Italia. Si ipotizzò persino che l'investigatore potesse essere l'autore della "strage di Piazzale Dateo", un triplice omicidio irrisolto commesso a Milano il 31 dicembre 1999. Le vittime di quel caso -  il travestito di origini brasiliane Paulo Barboza dos Santos, 29 anni, il suo amico Pierfranco Talgati, 51 anni, e il singalese Clement Wattoru Tantirige, 27 anni - furono aggredite con un'arma calibro 9x21 mm in dotazione alle forze dell'ordine. Inoltre, venne accertato che il presunto assassino aveva commesso vari furti e rapine utilizzando una Porsche nera rubata, ritrovata poi bruciata. Ad oggi il crimine rimane irrisolto e non è chiaro se Arrigoni sia stato eliminato dalla lista dei sospettati.

### Successivi sviluppi
Il movente dietro gli omicidi compiuti dall'ex investigatore resta sconosciuto. In un'intervista rilasciata nel 2013, i familiari di Andrea Arrigoni hanno dichiarato di credere ancora nella sua innocenza e che si sarebbe dovuto fare di più per sapere tutta la verità su quanto accaduto il giorno della sparatoria.
Nel 2016, la figlia dell'agente Turazza rilasciò un'intervista parlando della morte del padre e di come questo abbia segnato la sua vita.